# Oncophorus gracilentus
Oncophorus gracilentus är en bladmossart som beskrevs av Zeng Shu-ying 1993. Oncophorus gracilentus ingår i släktet knölmossor, och familjen Dicranaceae. Inga underarter finns listade i Catalogue of Life.